# Guillermina Lazzari
Guillermina Lazzari (San Pedro, 10 de julio de 1988) es una futbolista, manager deportivo y entrenadora argentina.

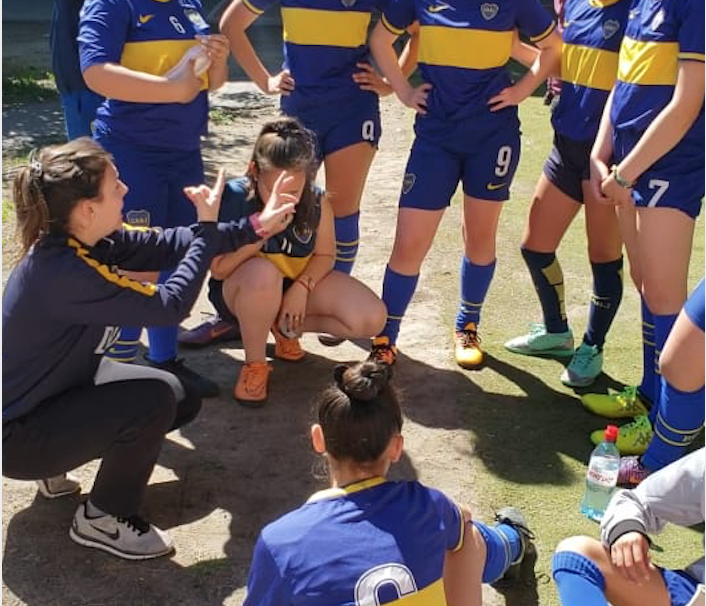
Guillermina Lazzari como entrenadora de infantiles en el Club Atlético Boca Juniors.

En el Club Atlético Boca Juniors se desempeñó como futbolista en sus inicios y posteriormente como directora técnica de la Fundación Boca Social que participa de la Liga del Potrero femenina. Abandonó siendo joven la práctica del fútbol para dedicarse a la lucha de igualdad de género en el fútbol argentino y bregar por los derechos del deporte nacional
En el 2018 lideró en el Club Atlético Boca Juniors y con el apoyo de la Organización de Naciones Unidas (ONU), Embajada de Dinamarca, creó la primera escuela infantojuvenil femenina de dicho club.
Fue protagonista del libro  Historias Comunes entre europeos y argentinos, que surge por iniciativa de la Delegación de la Unión Europea en Argentina e incluye relatos de protagonistas de veinte países, cuyas historias de vida se enlazan con la de argentinos, creando resultados que trascienden las fronteras y las distancias.
En el año 2019 presentó un proyecto de ley ante el congreso de la nación argentina para democratizar el fútbol en todo el territorio nacional e impulsar dicho deporte en los colegios y disertó en el primer Congreso Nacional de Directoras Técnicas, organizado por la Asociación de Técnicos del Fútbol Argentino (ATFA).
Además se desempeña en la Agencia de Deporte Nacional de Argentina desde donde trabaja para promover la igualdad en el deporte.